# کاکارود
نمایی از روستای کاکارود در فصل بهار، روستایی از توابع بخش الوار گرمسیری شهرستان اندیمشک در استان خوزستان ایران است.
این روستا یکی از روستاهای طایفه یعقوبوند از ایل دیرکوند در الوارگرمسیری شهرستان اندیمشک به حساب می آید. روستاهایی که طایفه یعقوبوند در آن ها سکنی گزیده اند ده ها آبادی کوچک و بزرگ هستند که در مسیر اصلی جاده امامزاده احمد(ع) و مسیرهای فرعی  قرار دارند. این آبادی ها از سمت غربی از روستای تنوربلند شروع می شوند و تا تلزرگه امتداد دارند.
روستای کاکارود بعد از روستاهای تنوربلند و آبید و دوراهی ادریسی سفلی قرار دارد.
این روستا در مرکز سکونتگاه گرمسیری طایفه استقرار یافته است.
روستای کاکارود سکونتگاه تیره قورچعلیوند(کرناسی) طایفه یعقوبوند است و بر روی تپه ای مشرف بر رودخانه ای دائمی موسوم به همین نام که مردم محلی آنرا "کاکرو" می گویند قرار دارد.
اهالی روستا به زبان لری و گویش بالاگریوه ای تکلم می کنند.
از جاذبه های دیدنی منطقه می توان به کوه ائیر و فروچاله ها(تالاب) اشاره کرد.

## جمعیت
این روستا در دهستان مازو قرار دارد و براساس سرشماری مرکز آمار ایران در سال ۱۳۹۵، جمعیت آن ۳۵ نفر (۸ خانوار) بوده‌است.